# Arnaud de Brescia
Arnaud de Brescia (né vers 1100 à Brescia et mort en juin 1155) est un réformateur religieux italien. Influencé par l'école de Pierre Abélard, il critique la richesse et la corruption de l'Église et s'oppose avec vigueur au pouvoir temporel des papes.

## Biographie

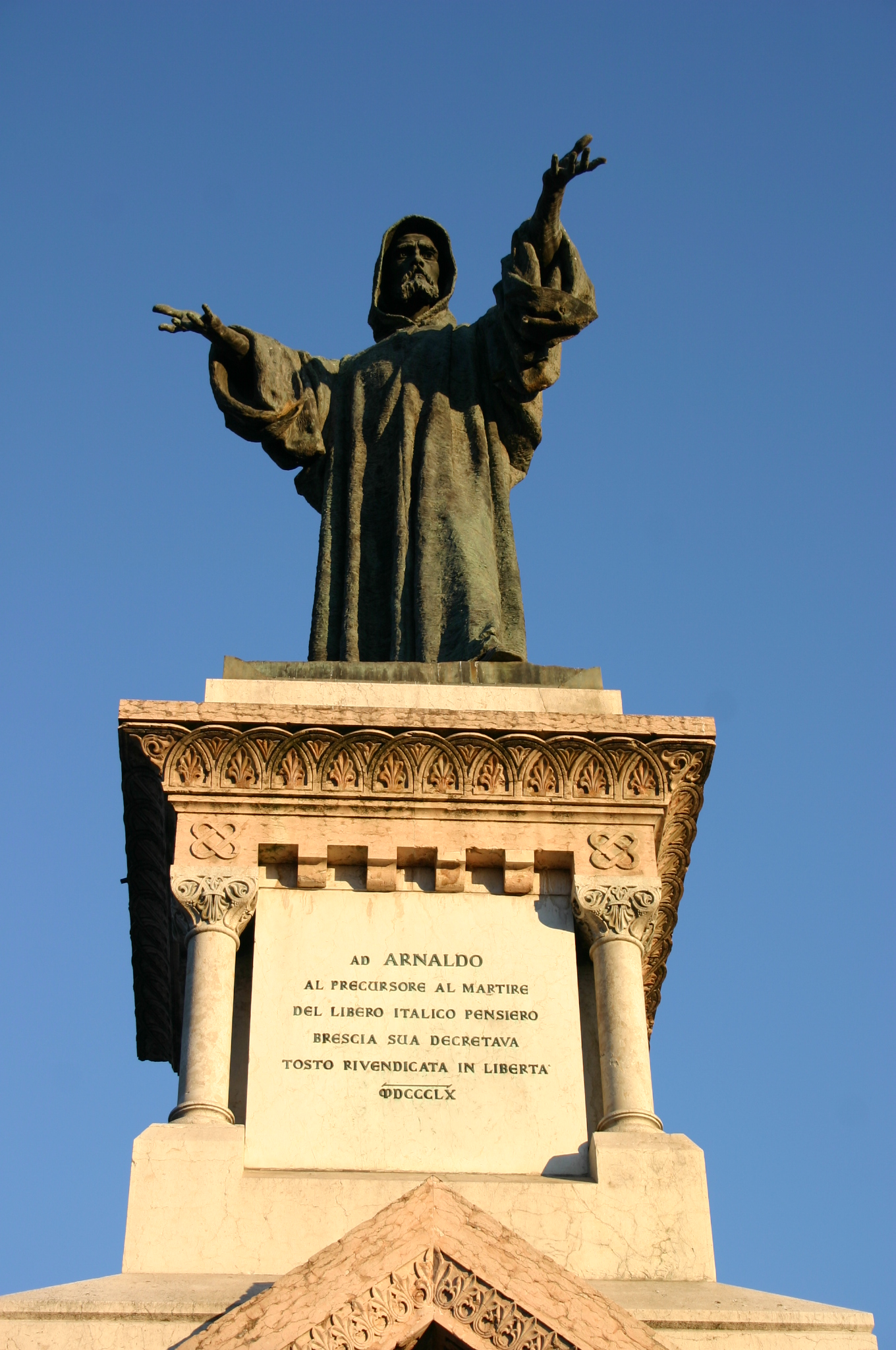
Statue d'Arnaud de Brescia par Odoardo Tabacchi à Brescia.

Originaire de la ville de Brescia, en Lombardie, Arnaud complète ses études de clerc, et est nommé lecteur de l'église de Brescia, le deuxième des quatre ordres mineurs. Il se rend en France suivre l'enseignement de Pierre Abélard et fait sienne la doctrine du logicien. Il préconise l'abandon par l'Église de son pouvoir temporel et de ses biens, pour uniquement se concentrer sur le message de l'Évangile. De retour à Brescia, Arnaud se sépare des prêtres séculiers et revêt l'habit monastique. C'est en tant que prieur au monastère de Brescia qu'il participe en 1137 à une révolte populaire contre l'évêque Manfred. Ses propositions de réforme du clergé le font condamner comme schismatique par le pape Innocent II en 1139. Banni de l'Italie, Arnaud retourne en France où il devient le défenseur du philosophe Pierre Abélard. Ils sont tous les deux condamnés pour hérésie au concile de Sens en 1140, à l'initiative de Bernard de Clairvaux.

« Le nouveau Goliath (Abélard), tel qu'un géant terrible, s'avance armé de toutes pièces et précédé de son écuyer, Arnaud de Brescia. Ils sont l'un et l'autre comme l'écaille qui recouvre l'écaille et ne permet point à l'air de pénétrer par les jointures. L'abeille de France a appelé comme d'un coup de sifflet celle d'Italie, et elles se sont réunies contre le Seigneur et son Christ. »

— Bernard de Clairvaux, Ep. 189.

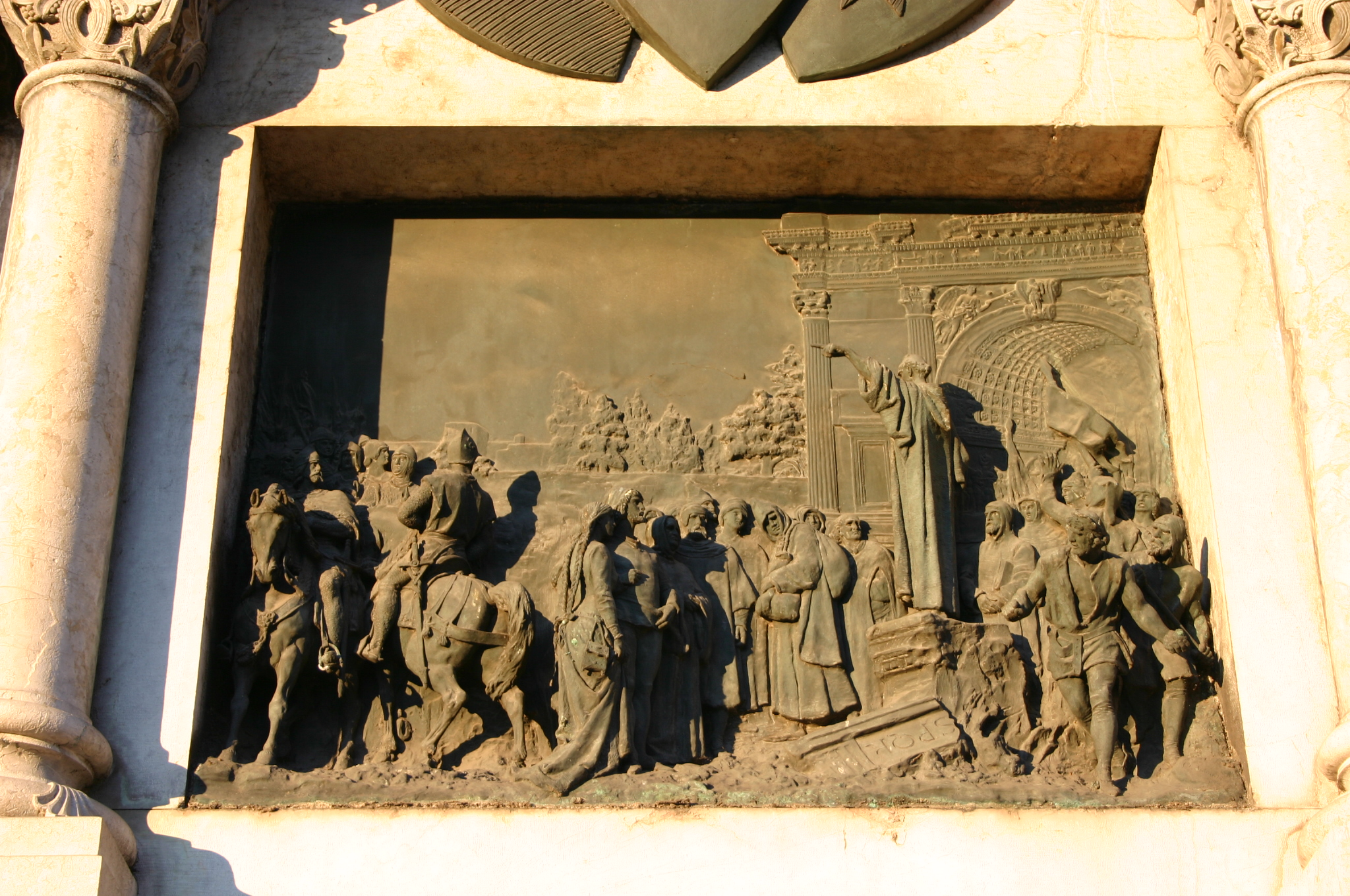
Détail du monument érigé à Brescia en 1882.

Après cette nouvelle condamnation, Arnaud reste à Paris, où, sur la montagne Sainte-Geneviève, il ouvre une école afin d'exposer librement les Saintes Écritures, et s'insurger contre la vie mondaine du clergé et la cupidité des évêques. Bernard de Clairvaux réussit à obtenir du roi de France Louis VII l'expulsion du jeune théologien en 1141. Arnaud s'enfuit alors à Zurich, où il accepte l'hospitalité des chanoines augustins de Saint-Martin, et profite, dans un premier temps, de la protection de l'évêque de Constance. Il se réfugie ensuite à Passau en Bohême, auprès d'un légat apostolique nommé Guido,,.
En 1143, pendant que le pape Innocent II est occupé à réduire la ville de Tivoli, les partisans des idées d'Arnaud de Brescia s'emparent de Rome. Le mouvement se poursuit sous les pontificats de Célestin II puis de Lucius II. En 1144, à la suite de l'invasion des États pontificaux par le roi Roger II de Sicile, le patricien Giordano Pierleoni entraine les Romains à proclamer la République. Les insurgés expulsent le pape et les cardinaux, et restaurent l'ancien Sénat. Le nouveau pape Lucius II en appelle à l'empereur Conrad III, en vain. Lucius II meurt en menant l'assaut sur le Capitole. Réconciliés brièvement avec le pape Eugène III à la fin de l'année 1145, les Romains acceptent un compromis mais le pape est de nouveau expulsé et forcé de se réfugier à Viterbe.

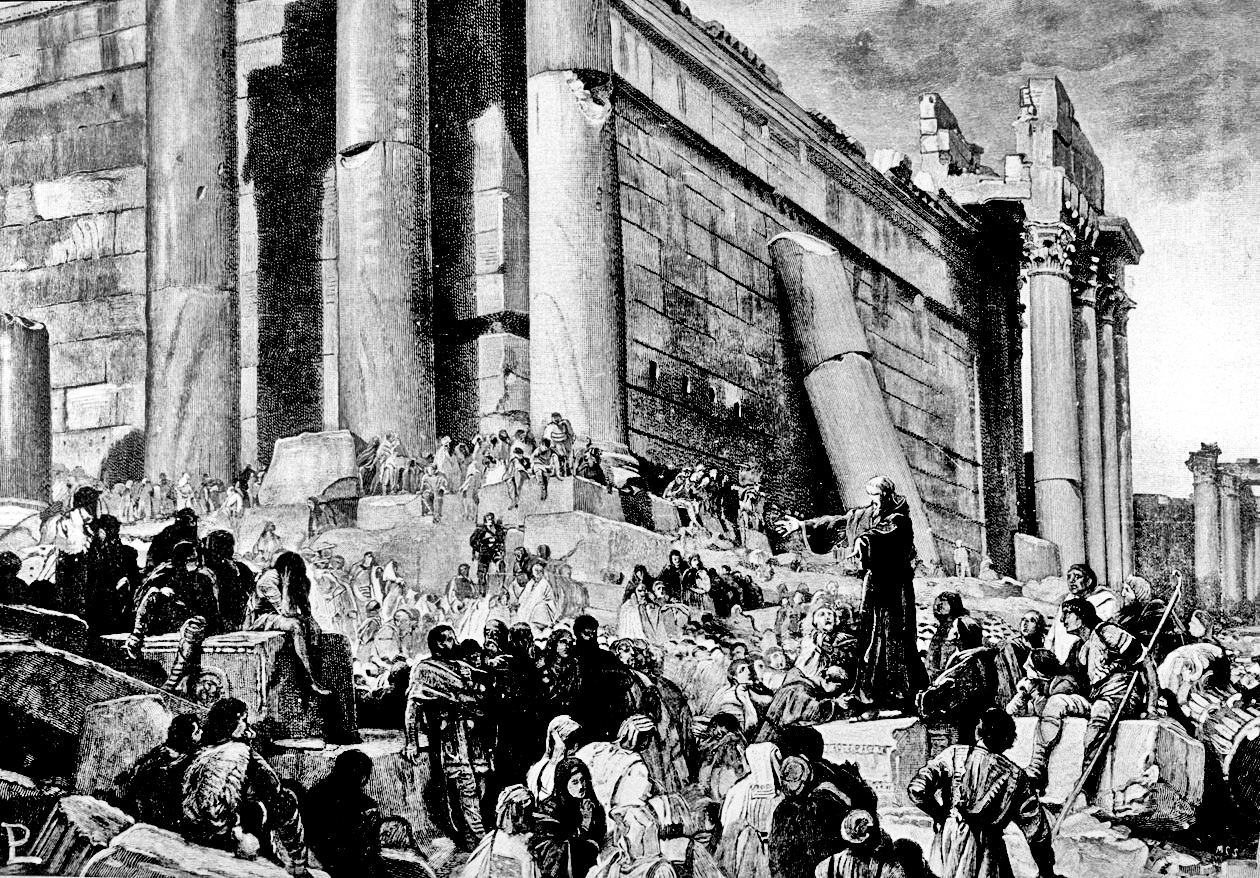
Prédication d'Arnaud à Rome.
Illustration de Ludovico Pogliaghi.

En septembre 1145, le cardinal Guido parvient à réconcilier Arnaud de Brescia avec le pape Eugène III. Arnaud est alors envoyé par le pape en pèlerinage pénitentiel à Rome. Il s'allie rapidement avec les insurgés et reprend sa prédication contre le pape et les cardinaux. Selon lui, « un pape qui emploie les armes pour défendre son pouvoir temporel, n'est plus un pasteur des âmes mais un bourreau de l'église », et perd, par conséquent, « tout droit à notre respect et notre obéissance ». Menant une double réforme, à la fois politique et religieuse, Arnaud rétablit le tribunat et restaure l'ancien ordre équestre. Il veut fonder à Rome un régime communal indépendant, déposséder le pape de sa seigneurie temporelle, et couronner sur le Capitole la royauté du peuple. Il est excommunié par le pape Eugène III en juillet 1148, mais son agitation vitalise la révolte contre le Saint-Siège et il contrôle bientôt les Romains, attirés par son caractère austère et son mode de vie ascétique. 

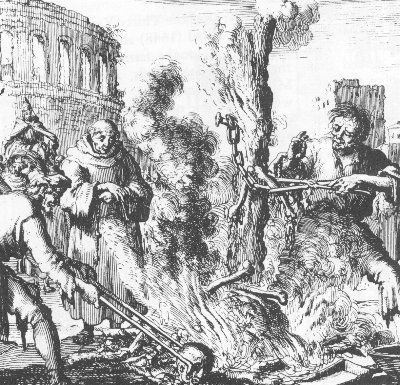
Gravure représentant la crémation du corps d'Arnaud.

Après le court pontificat d'Anastase IV, le pape Adrien IV, élu en décembre 1154, renouvelle l'excommunication d'Arnaud et lance l'interdit sur Rome. En mars 1155, les sénateurs finissent par s'incliner devant la volonté du pape et s'engagent à soumettre Arnaud et ses disciples. Abandonné de tous, Arnaud prend la fuite et tente de regagner la Lombardie. Reconnu dans le val d'Orcie par le cardinal Odon, il est fait prisonnier. Arnaud est ensuite remis à l'empereur Frédéric Barberousse, venu recevoir la couronne impériale à Rome. Condamné pour hérésie par un tribunal ecclésiastique, Arnaud de Brescia est finalement pendu, puis brûlé. Ses cendres sont jetées dans le Tibre afin de les soustraire à la vénération du peuple.

## Portrait d'un réformateur
La vie d'Arnaud de Brescia est bien documentée par de nombreux récits, avec par exemple une description par Othon de Freising dans sa Gesta Friderici Imperatoris. Ce passage est exemplaire de la vision du personnage dans le Moyen Âge, vu comme un pur hérétique. Son hérésie doit être considérée dans le contexte de l'époque, agitée par la réforme grégorienne, qui fait naître en réaction de nombreux mouvements « traditionalistes » voulant recouvrer la pureté de l'Église. L'ambiguïté du pouvoir temporel du pape, qui prend de plus en plus d'importance, va jusqu'à diviser l'empereur, dépositaire traditionnel du temporel, et la papauté qui veut devenir la seule institution dirigeante de la société. Dans ce contexte, la séparation des pouvoirs que prône Arnaud de Brescia n'a pas dû toujours être considérée comme hérétique par certains, dont l'empereur. Arnaud de Brescia lui offre d'ailleurs son soutien, se livre à une critique vigoureuse de l'Église, de la Curie et du pape. Dans une lettre adressée à l’empereur Conrad III, Arnaud appelle à ce qu’aucun pape ne soit ordonné sans son ordre, et à défendre aux prêtres le droit de « porter à la fois l’épée et le calice ».
En réalité, c'est le rapprochement du pape et de l'empereur, tous deux confrontés à des problèmes intérieurs, qui condamne le religieux, qui apparaît alors comme un réformateur apostolique. L'empereur, qui a besoin de l'Église pour assurer la stabilité religieuse dans son empire, va livrer au pape Arnaud de Brescia, et signer l'arrêt de la révolte romaine qui s'était amplifiée par sa passivité intéressée. On lui taille alors un costume d'hérésiarque sur mesure, conçu de façon classique, avec de nombreux lieux communs très présents chez Othon de Freising. On lui attribue, au sujet des sacrements, des doctrines hérétiques qu'il n'a jamais défendues de son vivant.
Sa figure, devenue légendaire, est ensuite vénérée par les hérétiques et les révolutionnaires italiens. La perception de sa personnalité connaît quelques évolutions par la suite. À partir du XVIIe siècle, on le considère selon sa confession soit comme un hérétique, soit comme un combattant de la liberté. Les écrivains du XIXe siècle en feront un humaniste éclairé, de façon romantique, inspirés par sa tentative de « restauration antique ».